# Celien Tiemens
Celien Tiemens (Oene, 7 januari 2001) is een Nederlands voetbalster die uitkomt voor PEC Zwolle in de Eredivisie.

## Carrière
Tiemens speelde in haar jeugd voor VV Oene, waarna ze overstapte naar de jeugdopleiding van PEC Zwolle. Op 2 november 2018 maakte ze haar debuut in de hoofdmacht tegen PSV, ze speelde gehele wedstrijd. De wedstrijd ging verloren met 3–1. Haar zus Merlin heeft ook voor PEC Zwolle gevoetbald. In mei 2023 maakte ze bekend om te stoppen met voetbal en haar maatschappelijke carriere voorrang te verlenen.

### Carrièrestatistieken
| Seizoen         | Club            | Land            | Competitie      | Competitie | Competitie | Beker | Beker | Internationaal | Internationaal | Overig | Overig | Totaal | Totaal |
| Seizoen         | Club            | Land            | Competitie      | Wed.       | Dlp.       | Wed.  | Dlp.  | Wed.           | Dlp.           | Wed.   | Dlp.   | Wed.   | Dlp.   |
| --------------- | --------------- | --------------- | --------------- | ---------- | ---------- | ----- | ----- | -------------- | -------------- | ------ | ------ | ------ | ------ |
| 2018/19         | PEC Zwolle      | Nederland       | Eredivisie      | 18         | 0          | 4     | 0     | –              | –              | –      | –      | 22     | 0      |
| 2019/20         | PEC Zwolle      | Nederland       | Eredivisie      | 10         | 0          | 0     | 0     | –              | –              | 3      | 0      | 13     | 0      |
| 2020/21         | PEC Zwolle      | Nederland       | Eredivisie      | 15         | 0          | 0     | 0     | –              | –              | 2      | 0      | 17     | 0      |
| 2021/22         | PEC Zwolle      | Nederland       | Eredivisie      | 23         | 1          | 2     | 1     | –              | –              | –      | –      | 25     | 2      |
| 2022/23         | PEC Zwolle      | Nederland       | Eredivisie      | 10         | 0          | 1     | 0     | –              | –              | –      | –      | 11     | 0      |
| Carrière totaal | Carrière totaal | Carrière totaal | Carrière totaal | 76         | 1          | 7     | 1     | 0              | 0              | 5      | 0      | 88     | 2      |